# International Association of Ultrarunners
Die International Association of Ultrarunners wurde 1984 gegründet. 1988 übernahm der der Weltleichtathletikverband World Athletics (bis 2019: IAAF) die Schirmherrschaft und der 100-km-Straßenlauf wurde als Standarddistanz anerkannt. Die IAU widmet sich der internationalen Entwicklung des Ultramarathon (ultradistance running) gemäß der World-Athletics-Regeln und der Förderung diesbezüglicher Aktivitäten in den Kontinentalverbänden von World Athletics.

## Veranstaltungen
Bereits 2010 organisierte die IAU vier Hauptveranstaltungen: 100-km-Straßenlauf-Weltmeisterschaften, 24-Stunden-Lauf-Weltmeisterschaft, Trail World Championships und die 50 km World Trophy Final. Regionale bzw. kontinentale 100-km- und 24-Stunden-Meisterschaften kamen hinzu. Des Weiteren unterstützt die IAU die Commonwealth Championships und zahlreiche Läufe weltweit. Mit den Jahren nahmen über 50 Verbände und Tausende von Läufern an IAU-Veranstaltungen teil.